# Condado de Martin (Carolina del Norte)
El condado de Martin (en inglés: Martin County, North Carolina), fundado en 1774, es uno de los 100 condados del estado estadounidense de Carolina del Norte. En el año 2000 tenía una población de 25 593 habitantes con densidad poblacional de 21 personas por km². La sede del condado es Williamston.

## Geografía
Según la Oficina del Censo, el condado tiene un área total de 1194 km² (461 mi²), de la cual 1194 km² (461 mi²) es tierra y 0 km² (0 mi²) es agua.

### Municipios
El condado se divide en diez municipios: Municipio de Beargrass, Municipio de Cross Roads, Municipio de Goose Nest, Municipio de Griffins, Municipio de Hamilton, Municipio de Jamesville, Municipio de Poplar Point, Municipio de Robersonville, Municipio de Williams y Municipio de Williamston.

### Condados adyacentes
- Condado de Bertie noreste
- Condado de Washington este
- Condado de Beaufort sureste
- Condado de Pitt suroeste
- Condado de Edgecombe oeste
- Condado de Halifax noroeste

## Demografía
En el 2000 la renta per cápita promedia del condado era de $28 793, y el ingreso promedio para una familia era de $35 428. El ingreso per cápita para el condado era de $15 102. En 2000 los hombres tenían un ingreso per cápita de $29 818 contra $19 167 para las mujeres. Alrededor del 20.20% de la población estaba bajo el umbral de pobreza nacional.

## Lugares

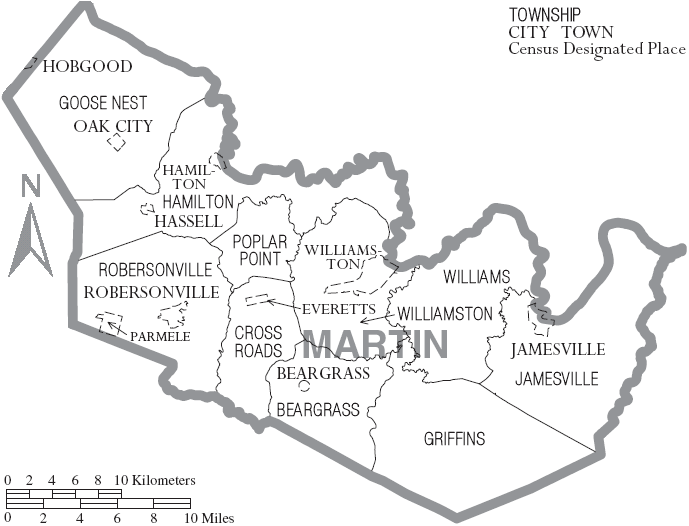
Mapa del Condado de Martin en Carolina del Norte con sus municipios

### Ciudades y pueblos
- Bear Grass
- Everetts
- Hamilton
- Hassell
- Jamesville
- Oak City
- Parmele
- Robersonville
- Williamston